# Herrekvarn, Skövde kommun
För Herrekvarn i Hjoån, se Herrekvarn
Herrekvarn är en bebyggelse öster om sjön Simsjön sydväst om Skövde i Skövde kommun. Från 2015 avgränsade SCB här en småort benämnd Herrekvarn och Simsjön som även omfattade området Simsjön norr och nordväst om sjön. Vid avgränsningen 2020 klassade SCB det som små separerade småorter. 